# 家山站

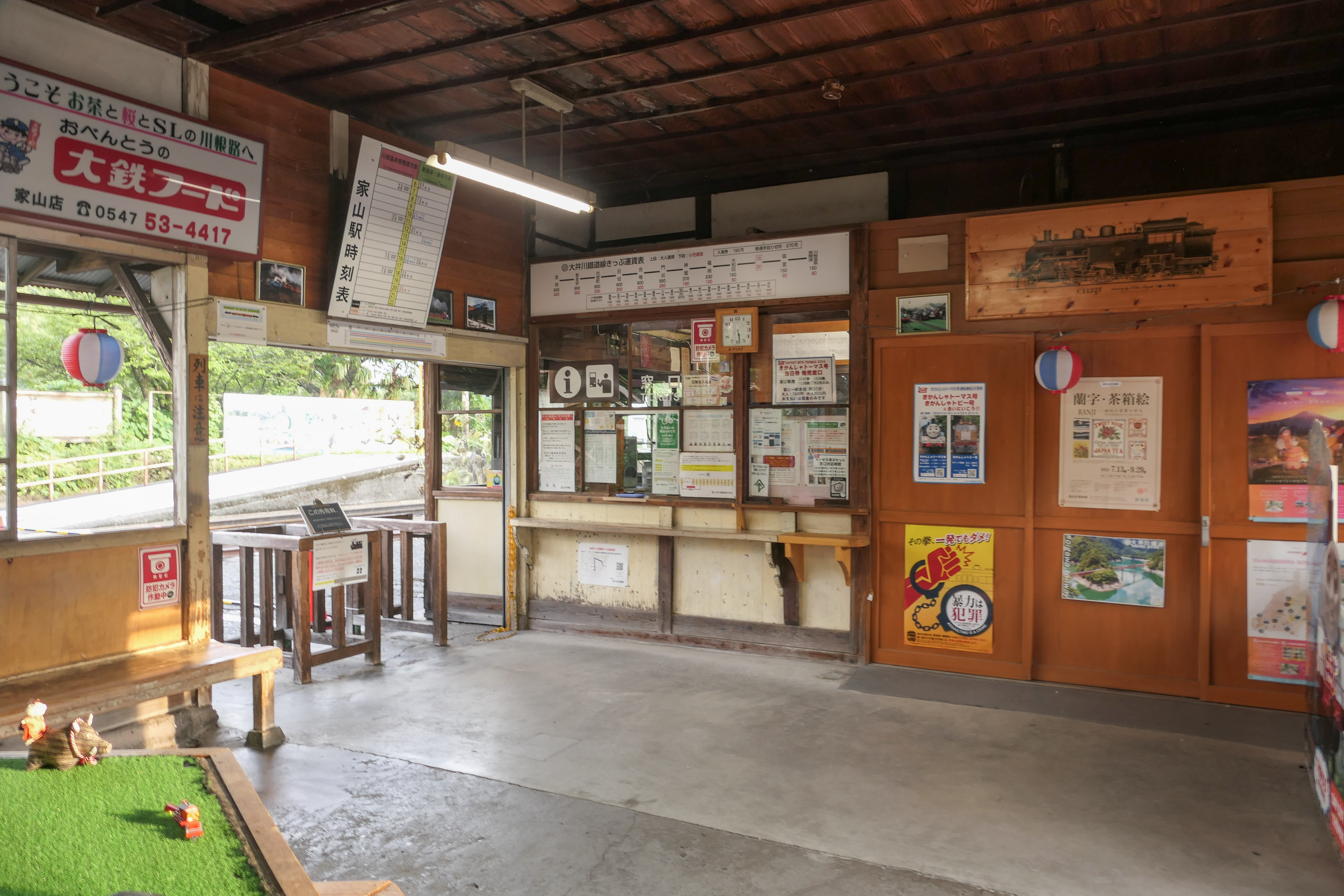
車站內部與驗票口（2024年8月）

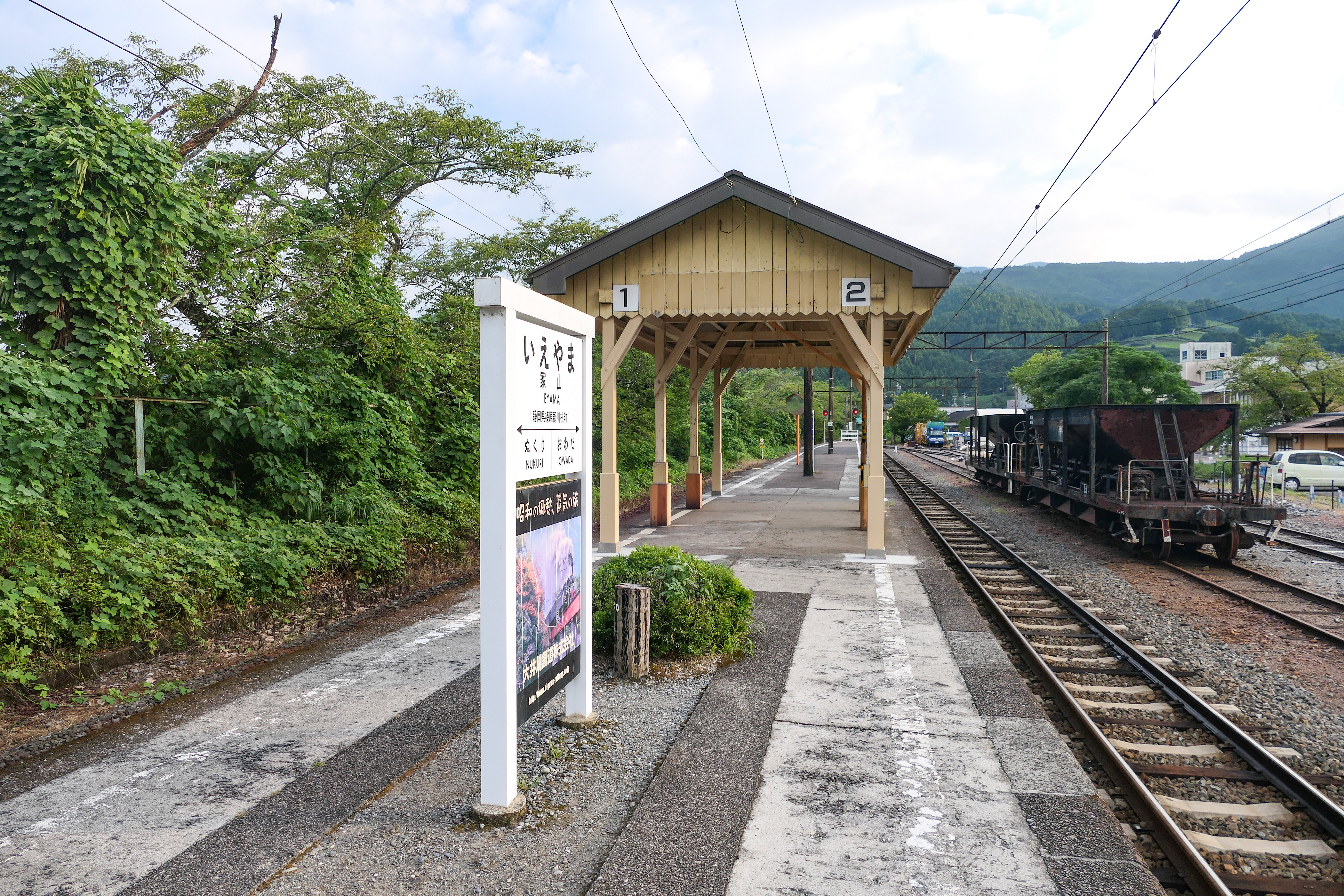
1號與2號月台（2024年8月）

家山站（日语：／ Ieyama eki */?）是位於靜岡縣島田市川根町家山，屬於大井川鐵道的大井川本線車站。本站位於舊川根町的中心地區。

## 歷史
- 1929年（昭和4年）12月1日 - 車站啟用。
- 1997年（平成9年）12月 - 車站大樓正面出入口和路軌側的站名牌老化，由當地書法家揮毫製作新站名牌，與公司OB和當地居民交換紀念品[1][2]。
- 2002年（平成14年）2月27日 - 站內發生出軌事故[3]。

## 車站構造
此站是地面車站，設有1面2線的島式月台，另外設有2條留置線。此站是有人車站。車站大樓與月台靠近千頭站一方設有站內平交道。
在2011年（平成23年），車站大樓內設置了商店。

### 月台
| 月台 | 路線       | 方向                       |
| ---- | ---------- | -------------------------- |
| 1    | 大井川本線 | 金谷方向                   |
| 2    | 大井川本線 | 千頭（部分於金谷折返）方向 |

## 使用狀況
- 在2007年度，1日平均乘車人次為323人[4]。

## 車站周邊
- 島田市政廳 川根分所（舊・川根町公所）
- 川根郵局
- 島田市川根文化會館 Charim 21
- 島田市立川根小學
- 島田市立川根中學（日语：島田市立川根中学校）
- 靜岡縣道265號家山停車場線（日语：静岡県道265号家山停車場線）
- 國道473號（日语：国道473号）
- 野守之池（野守公園）
- 家山川

## 巴士路線
島田市自主運行巴士
笹間渡笹間線「山彥號」

## 其他
- 此站與蒸氣機車 (SL) 經常成為電影和劇集拍攝場地。例如《男人之苦》和《鐵道員》。
- 《學校怪談2》的最尾一幕於此站取景。

## 圖庫

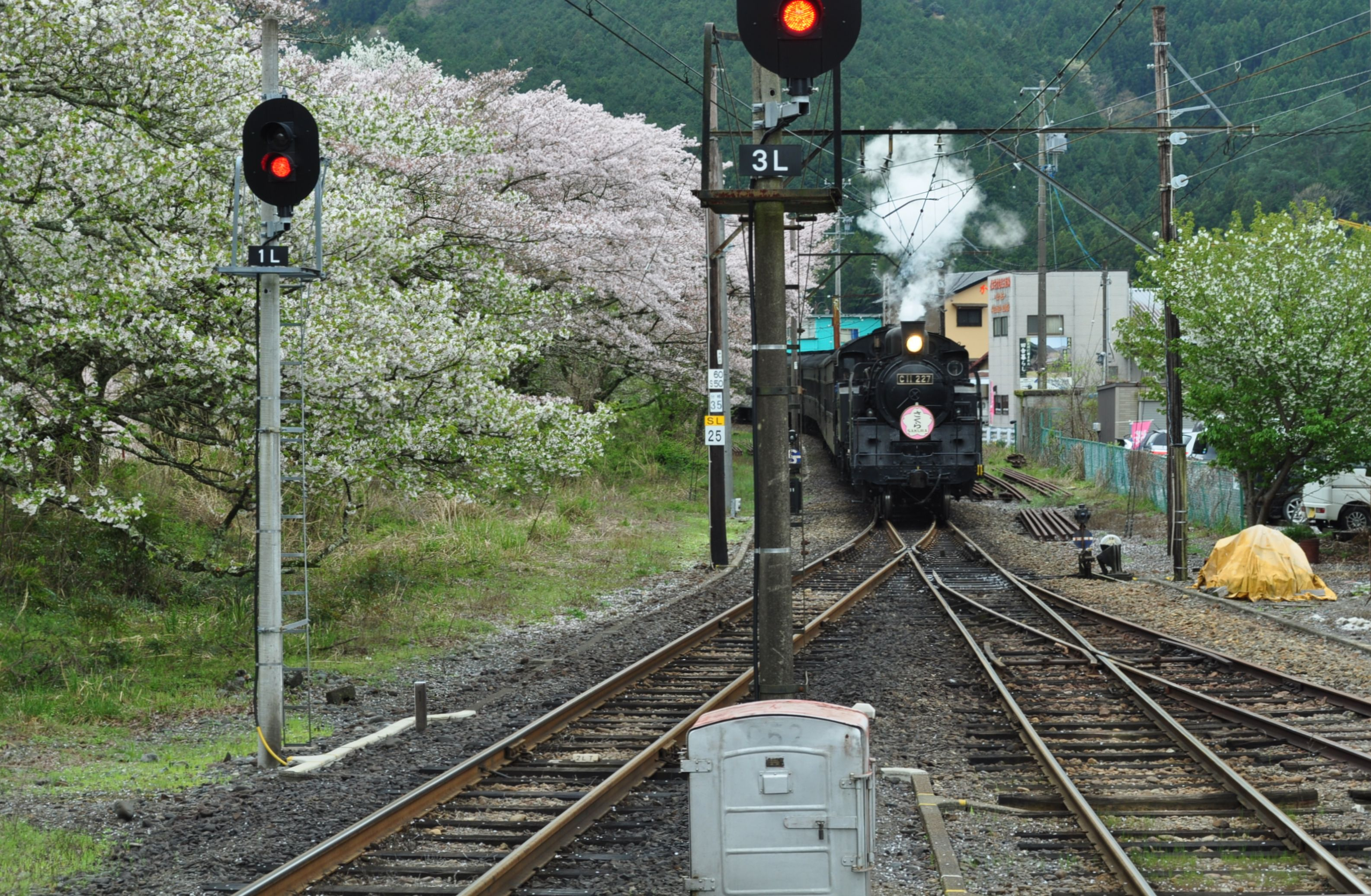
SL於家山站進站（2015年4月4日拍攝）
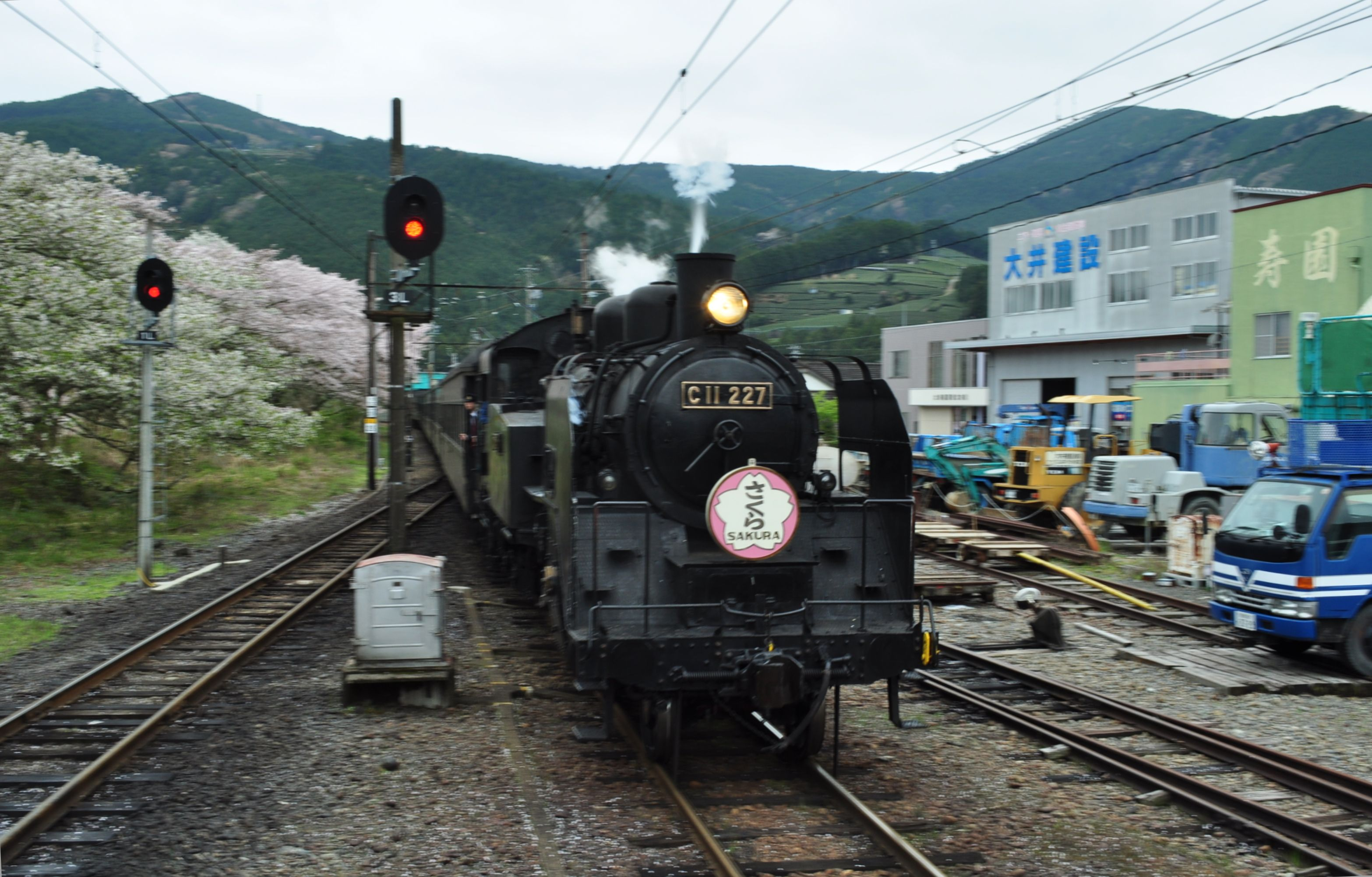
SL駛入月台（2015年4月4日拍攝）
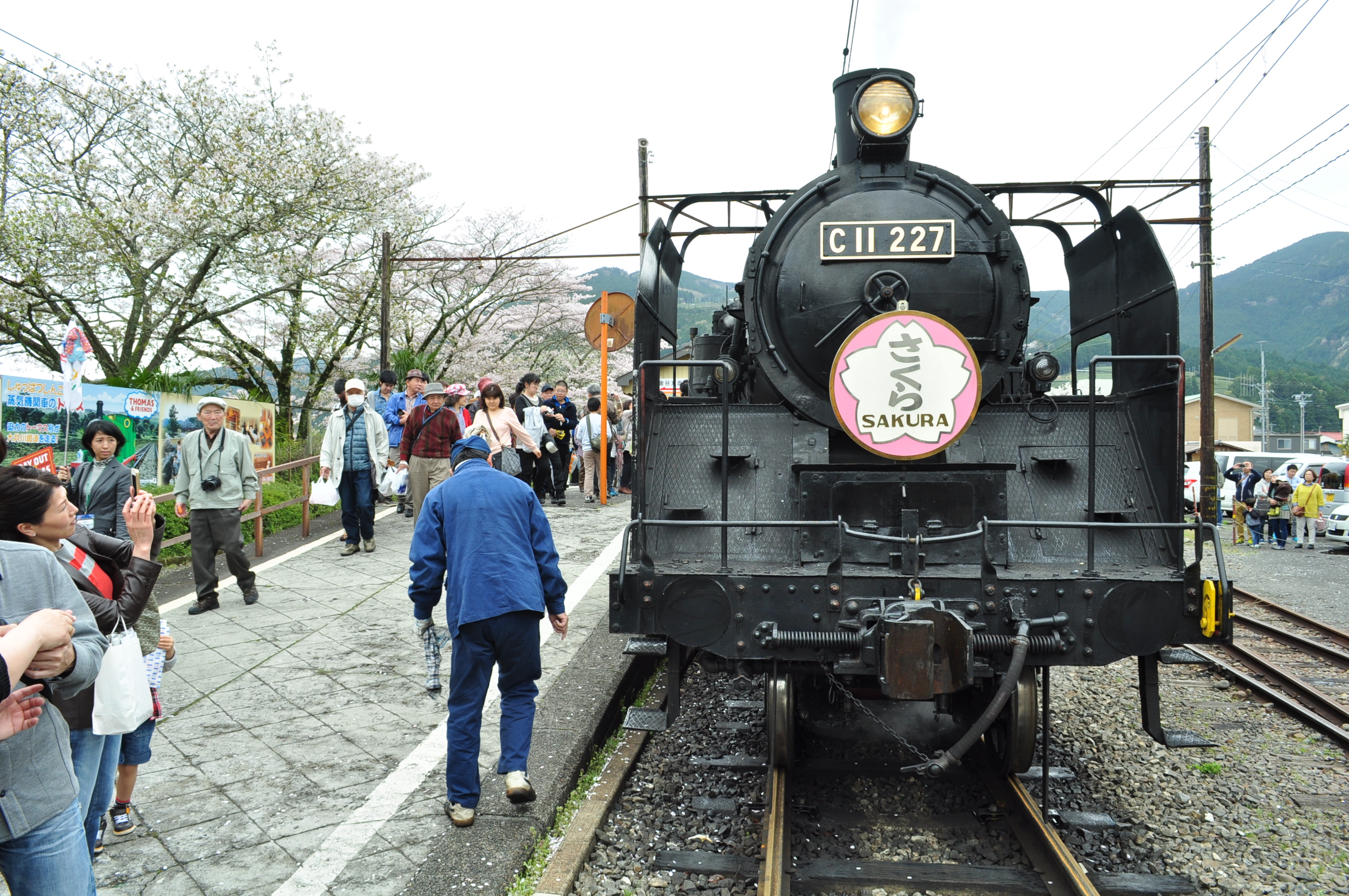
SL於月台上進行整理（2015年4月4日拍攝）
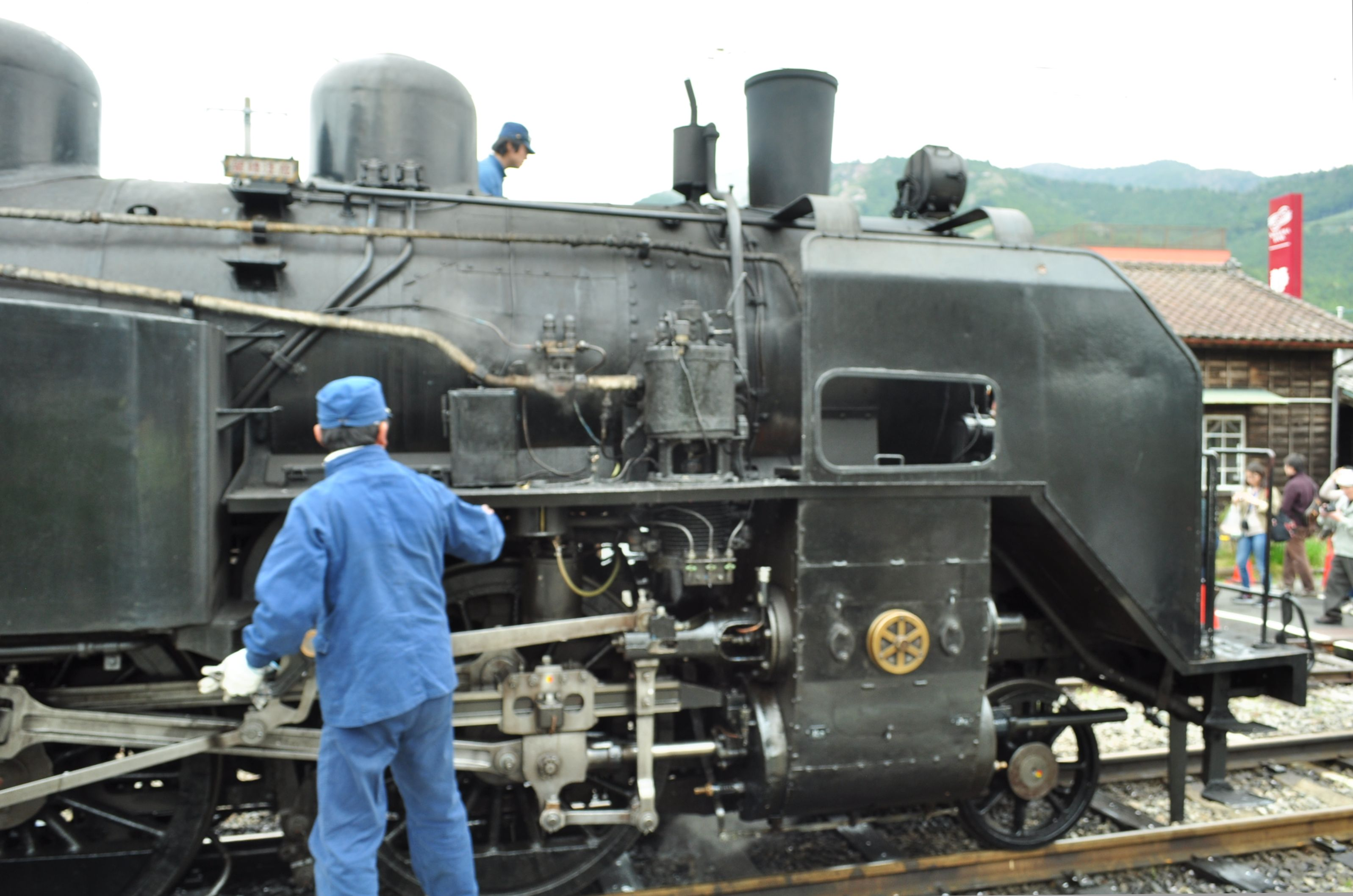
SL於月台上進行整理（2015年4月4日拍攝）
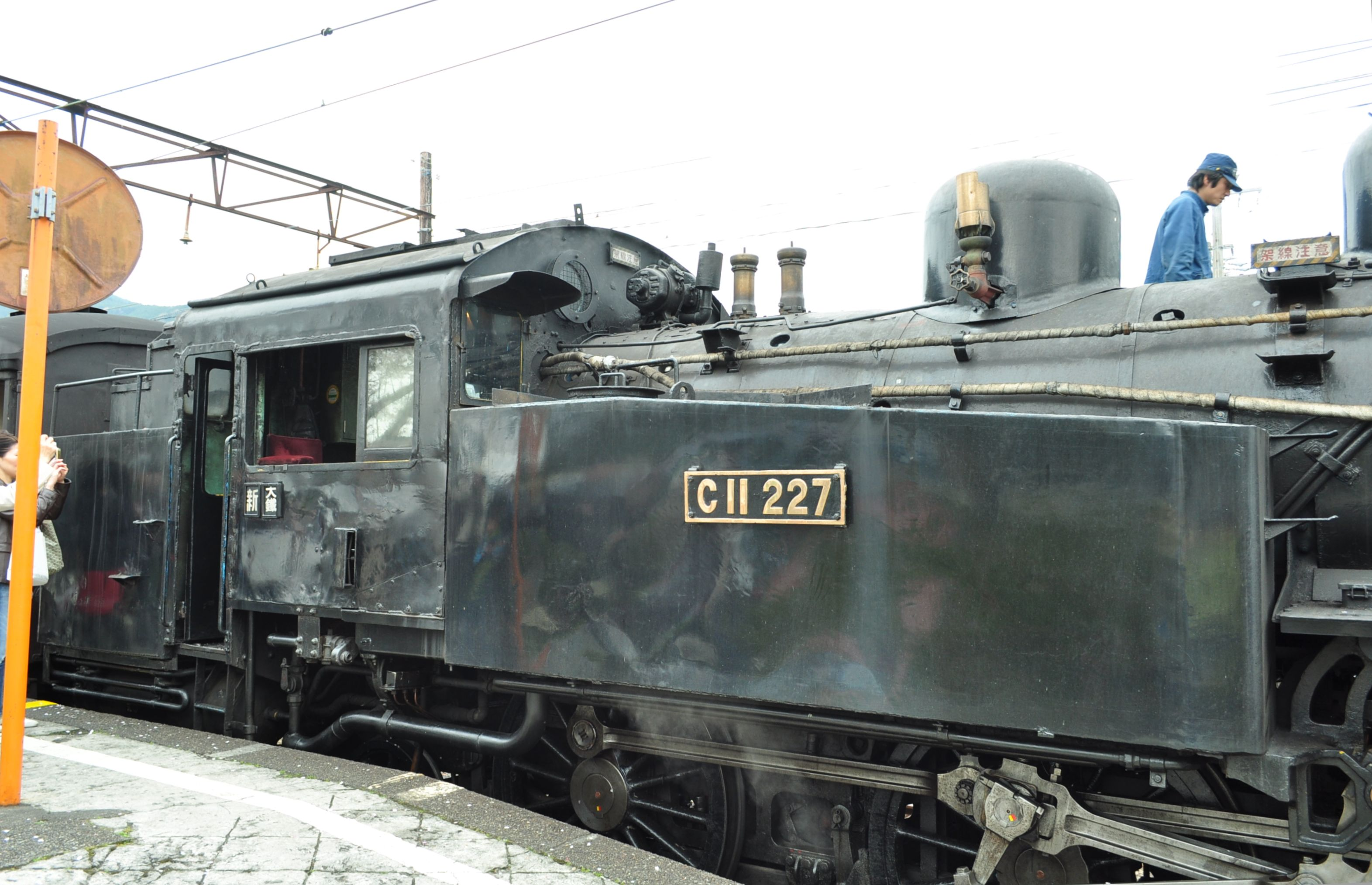
SL於月台上進行整理（2015年4月4日拍攝）
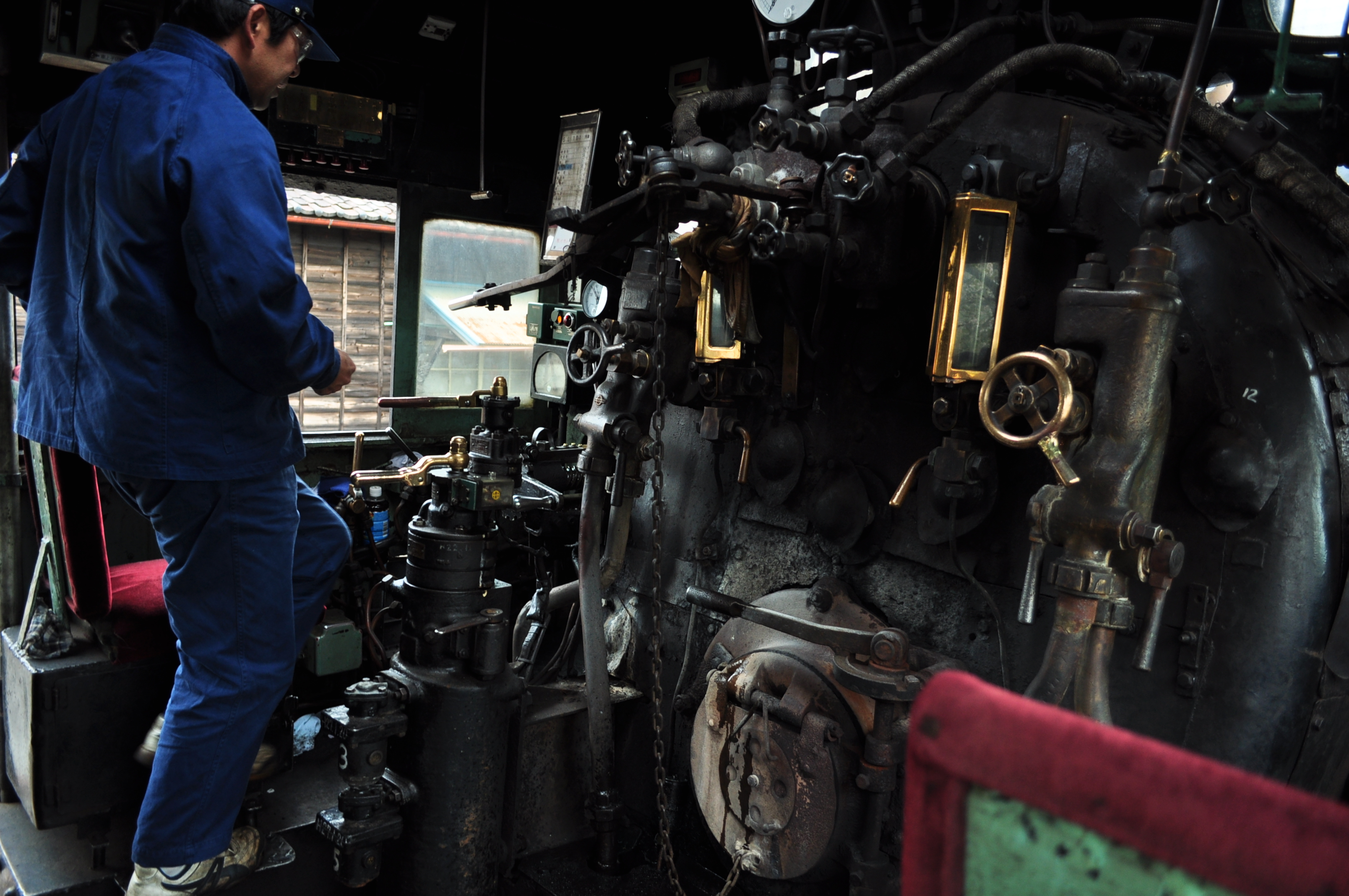
SL於月台上進行整理（2015年4月4日拍攝）
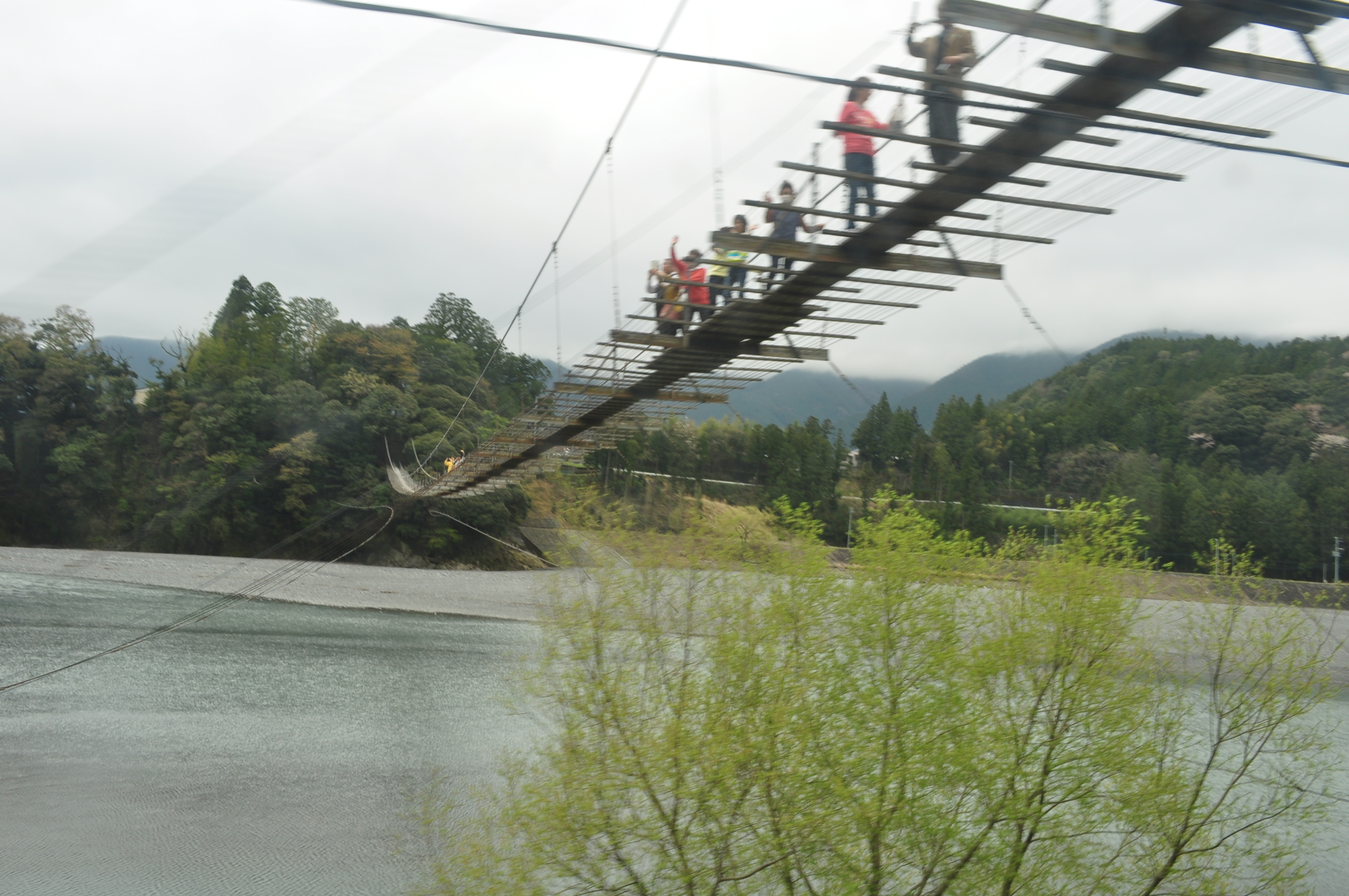
家山站附近的吊橋（2015年4月4日拍攝）
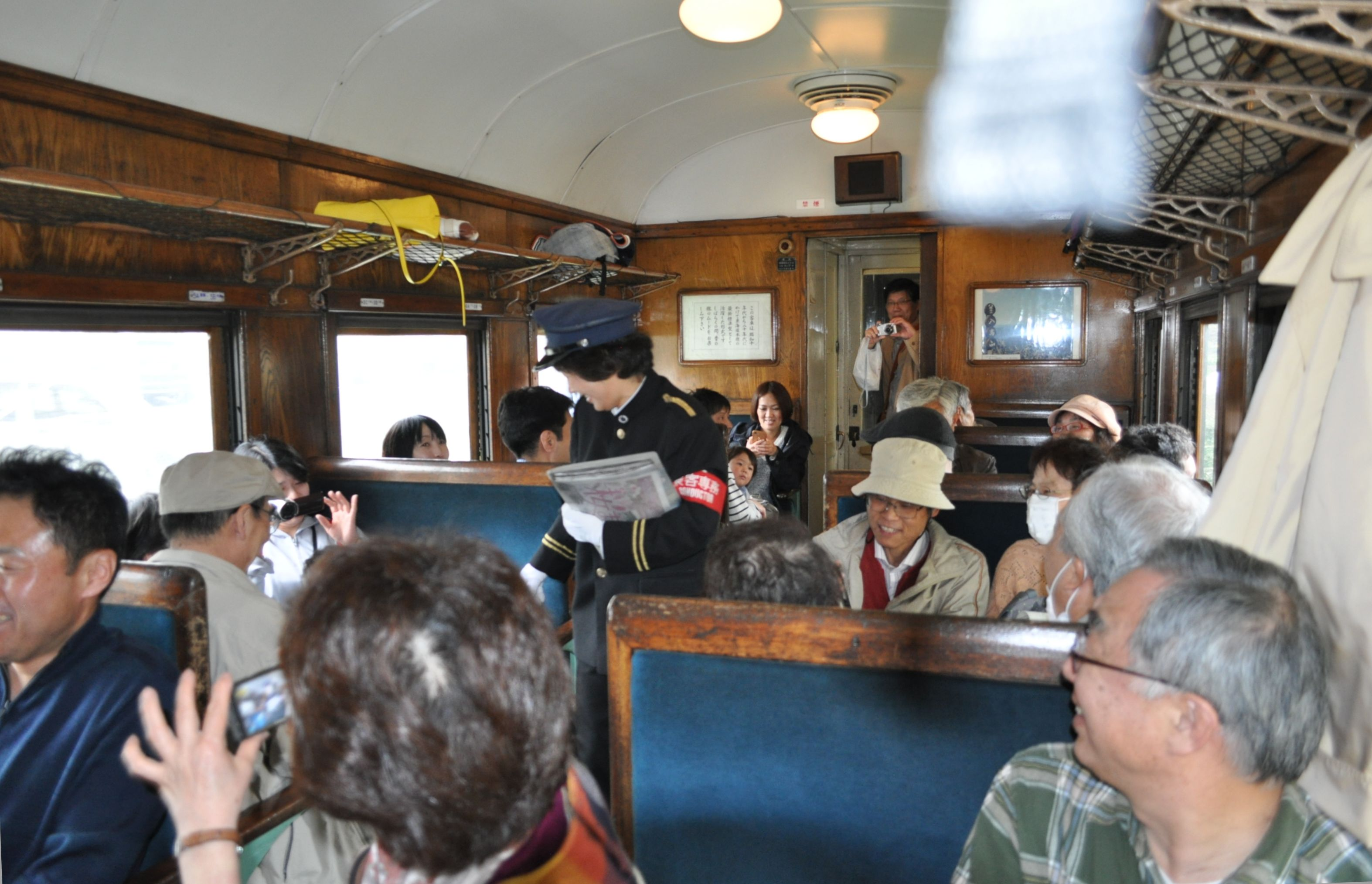
客車內的車長（2015年4月4日拍攝）
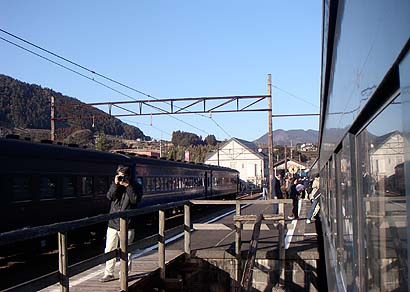
月台
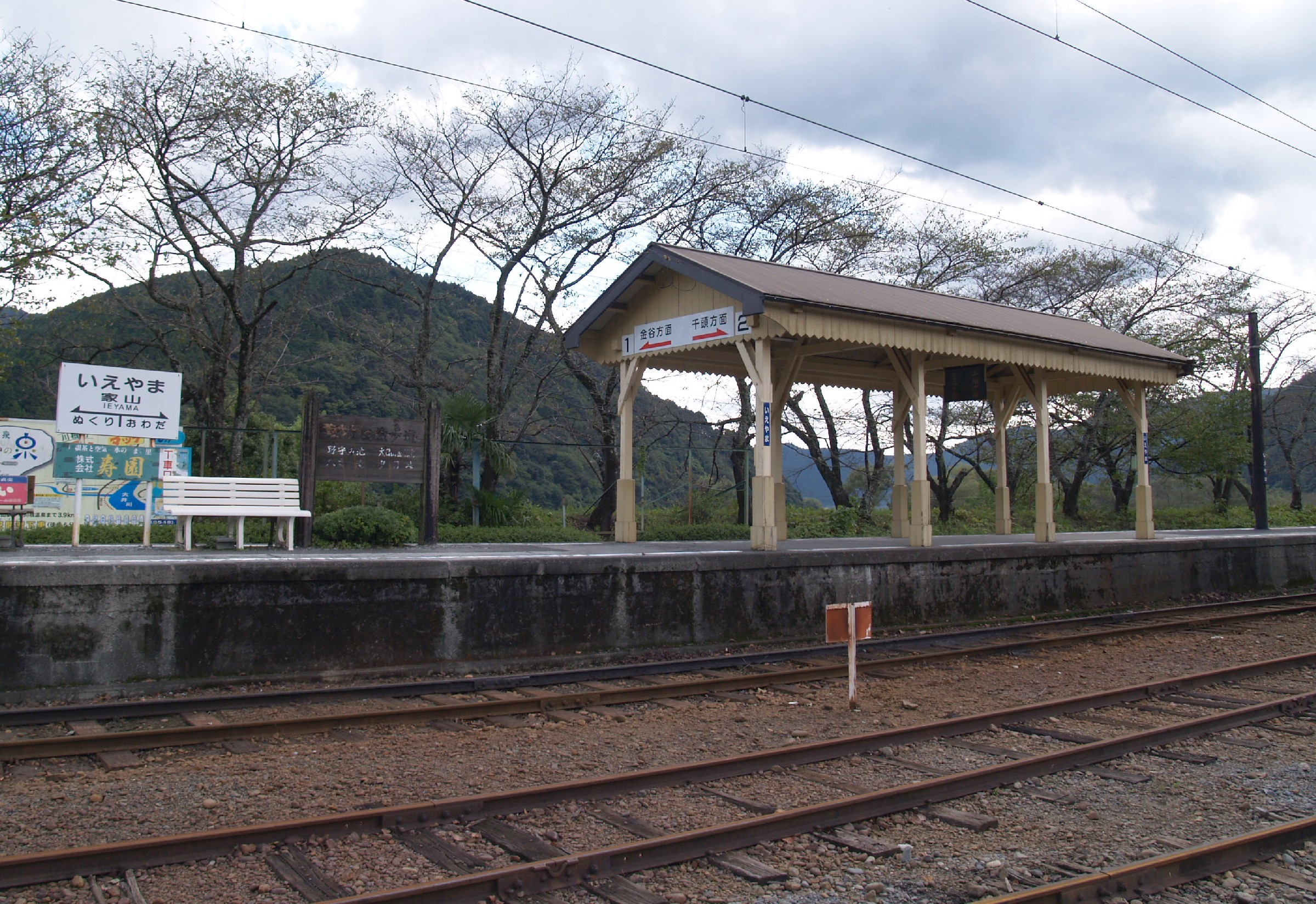
月台（2009年10月）

## 相鄰車站
大井川鐵道
大井川本線
大和田－家山－拔里

## 注腳
1. ↑  “新しい駅名看板、OBが贈る－大井川鉄道の家山駅” 靜岡新聞 (静岡新聞社): p21. (1997年12月27日 朝刊)
2. ↑  . 交通新聞 (交通新聞社). 1998-01-19: 3 （日语）.
3. ↑  . RAIL FAN (鐵道友之會). 2002-05-01, 49 (5): 24 （日语）.
4. ↑  靜岡縣統計年鑑

## 外部連結
- 大井川鐵道 （页面存档备份，存于）（日語）